# SOS-Menschenrechte
SOS-Menschenrechte Österreich ist eine oberösterreichische NGO, die sich insbesondere in der Flüchtlingshilfe engagiert.

## Gründung und Ziele
Anlässlich des Ausländer-Volksbegehrens der FPÖ mobilisierte sich auch in Oberösterreich massiver Widerstand der Zivilgesellschaft und führte schließlich zur Beteiligung am Wiener Lichtermeer im Jänner und zur Gründung des Vereins SOS-Mitmensch Oberösterreich im April 1993, als Schwesterverein von SOS Mitmensch. Das Engagement für eine humane Ausländerpolitik und für die Wahrung der Menschenrechte ergab die Vereinsziele Schubhaftbetreuung, Flüchtlingshilfe und Aufklärung über Menschenrechte.
Im Jahr 2000 wurde der Verein in SOS-Menschenrechte Österreich umbenannt, „um ein eigenständiges und bundesweites Engagement zu ermöglichen“.

## Arbeitsschwerpunkte
Erster Tätigkeitsschwerpunkt ist die Betreuung, Begleitung, Rechtsberatung und Unterbringung von Flüchtlingen in Oberösterreich. Im Auftrag des Landes betreibt der Verein:
- das Flüchtlingswohnheim Linz/Rudolfstraße (seit 1996)
- eine Wohngemeinschaft für unbegleitete minderjährige Flüchtlinge (seit 2000) und
- die Nachbetreuungseinrichtung für junge erwachsene Frauen NOEMI (seit 2004).

Zweiter Schwerpunkt ist der Bereich Bildung betreffend Menschenrechte. Der Verein bemüht sich um altersgerechte Vermittlung seiner Anliegen und hat mit dem Projekt „Stand up! Menschenrechte in der Praxis“ ein Bildungsprogramm für Schulen, Jugendorganisationen und Einrichtungen der Erwachsenenbildung entwickelt. Die Institution veranstaltet auch Vortragsreihen zu Menschenrechtsthemen im Linzer Wissensturm, die danach auch im Radio FRO 105.0 zu hören sind. Im Herbst 2014 galt diese Reihe dem Thema Recht auf Arbeit, Vortragende waren Ursula Engelen-Kefer, Margit Appel, Marianne Schulze und Monika Mayrhofer.
Der Verein hat rund 1.500 Mitglieder, beschäftigt 30 Mitarbeiter und zwei Zivildiener, sowie eine Reihe von ehrenamtlichen Helfern. Er ist parteipolitisch und konfessionell ungebunden sowie gemeinnützig.

## Vernetzung
SOS Menschenrechte war bzw. ist an folgenden gesamtösterreichischen Plattformen beteiligt: bei der Asylkoordination Österreich, beim Klagsverband zur Durchsetzung der Rechte von Diskriminierungsopfern, bei der Plattform Bleiberecht und der Plattform Jetzt Zeichen setzen!. Außerdem beteiligt sich der Verein an einer Reihe oberösterreichischer Netzwerke, wie dem Antifa-Netzwerk, dem Projekt Land der Menschen - Aufeinander Zugehen, dem Pakt der Vielfalt und der Wohnplattform OÖ.

## Auszeichnungen (Auswahl)
- 2000 Menschenrechtspreis des Landes Oberösterreich
- 2001 Preis der Stadt Linz für integrative Jugendarbeit
- 2012 Anerkennungspreis der Stadt Linz „Stadt der Kulturen 2012“ für herausragendes interkulturelles Engagement
- 2013 Integrationspreis der Stadt Linz in der Kategorie "Frauen und Integration"